# 諾貝特·霍費爾
诺贝特·格瓦尔德·霍弗（德語：Norbert Gerwald Hofer，發音：[ˈnɔrbɛrt ˈhoːfɐ]；1971年3月2日—）是奧地利的一位政治人物，奧地利自由黨成員，曾任奧地利國會的第三議長、运输及创新科技部部长、布尔根兰州自由党代理主席。现任布尔根兰州州议会议员兼俱乐部主席。

## 簡歷
他曾經是一位系統工程師，已經結婚並有四個孩子。
他历任州党组织处处长、州党书记、州缆车及食物控制厅厅长新闻发言人、州议会俱乐部主任、州党副主席兼财务科员（财务官），2005年升任联邦党副主席。2006年当选国会议员，就担任俱乐部副主席。他2013年10月当选第三议长。2020年3月任布尔根兰州自由党代理主席，2020年10月卸任本土的的党魁职务。2025年2月降任州议会议员兼俱乐部主席（党团主席)。
在2016年奧地利總統選舉中，霍弗在首輪投票中成為得票率最高的候選人，得以參加5月22日的次輪投票。他以反移民和反歐盟主張獲得了35.1%的得票率。最後，他於第二輪投票因郵寄選票的差距，以極小差距（0.6%）落敗，由綠黨支持、前綠黨領袖，並以獨立身份參選的退休教授亞歷山大·范德貝倫勝出。不過，他所屬的自由黨6月8日以選舉嚴重違規為由，向憲法法院提出選舉無效訴訟，並獲得勝訴，總統選舉12月4日重新舉行。
在2016年12月4日重新舉行的奧地利總統選舉中，范德貝倫於第一輪投票中以53.3%得票擊敗自由黨候選人霍弗（得票46.7%），當選奧地利聯邦總統。
他2019年10月再次担任第三议长。2024年10月退二线，2025年1月当选州议会议员。

## 外部連結
- 维基共享资源上的相關多媒體資源：諾貝特·霍費爾

| 官衔                                | 官衔                                             | 官衔                       |
| ----------------------------------- | ------------------------------------------------ | -------------------------- |
| 前任者： [[]]                       | 运输及创新科技部部长 2017年－2019年              | 繼任者： [[]]              |
| 政党职务                            |                                                  |                            |
| 前任者： 海因茨-克里斯蒂安·施特拉赫 | 奥地利自由党代理党主席、党主席 2019年－2021年    | 繼任者： 赫伯特·基克尔     |
| 前任者： 约翰· 曲尔兹               | 布尔根兰州自由党代理党主席 2020年3月－2020年10月 | 繼任者： 亚历山大·佩奇尼格 |